# Râul Valea Mică, Râul Roșu
Râul Valea Mică este unul din cele două brațe care formează Râul Roșu. 